# XXIV Mostra de Cinema Llatinoamericà de Catalunya
La XXIV Mostra de Cinema Llatinoamericà de Catalunya va tenir lloc a Lleida entre el 20 i el 27 d'abril de 2018. Fou organitzada pel Centre Llatinoamericà de Lleida amb el suport del Patronat de Turisme de la Paeria de Lleida i la col·laboració de la Fundació "la Caixa", la Universitat de Lleida, l'Instituto de Cooperación Iberoamericana, el Ministeri d'Assumptes Socials d'Espanya, la Casa de América i la Casa Amèrica Catalunya. En aquesta edició la Paeria assumí el control de la mostra. El cartell fou elaborat per Sonia Alins.
A la secció oficial hi participaren 25 pel·lícules: 10 llargmetratges i 10 curtmetratges (projectats al CaixaForum Lleida) i 8 documentals (projectats a la Universitat de Lleida). L'acte d'inauguració es va dur a terme a La Llotja de Lleida amb l'espectacle Cinematango, a càrrec d'un quintet de músics que interpretaren temes composts per Osvaldo Montes. Es va atorgar el premi d'Honor a l'actor Eduardo Noriega, el Premi Jordi Dauder a Sílvia Munt i el Premi Ángel Fernández-Santos a Gerardo Sánchez, director del programa de La 2 Días de cine. Com a novetat s'entregarà per primer cop el Premi Talent Llatinoamericà, que distingeix a professionals llatinoamericans que treballen en la indústria del cinema, al compositor de bandes sonores argentí, Osvaldo Montes. Durant la cloenda hom podrà veure dos capítols de la sèrie Vida privada, dirigida per Sílvia Munt.

## Pel·lícules exhibides

### Llargmetratges de la secció oficial
- Al desierto d'Ulises Rosell /[8]
- Amateur de Sebastián Perillo
- Como Nossos Pais de Laís Bodanzky
- Maracaibo de Miguel Ángel Rocca /
- Niñas araña de Guillermo Helo
- O Filme da Minha Vida de Selton Mello
- El Pampero de Matías Lucchesi. /
- Sinfonía para Ana d'Ernesto Ardito i Virna Molina
- Vida de familia de Cristián Jiménez i Alicia Scherson
- El vigilante de Diego Ros

### Curtmetratges de la secció oficial
- The Back of My Mind de Luciano Podcaminsky /
- El corto del año de José Mariano Pulfer
- Debris de Julio O. Ramos /
- Madre de Rodrigo Sorogoyen
- Matria d'Álvaro Gago
- Pequeño manifiesto en contra del cine solemne de Roberto Porta
- Pixied d'Agostina Ravazzola i Gabriela Sorroza
- Premonición de Leticia Akel Escárate
- Sob, o véu da vida oceânica de Quico Meirelles.
- Verde d'Alonso Ruizpalacios

### Documentals de la secció oficial
- El espanto de Martín Bechimol i Pablo Aparo
- Luna grande, un tango por García Lorca de Juan José Ponce
- Tempestad de Tatiana Huezo Sánchez
- Generación: Buñuel, Lorca, Dalí de Javier Espada i Albert Montón
- Un cine en concreto de Luz Ruciello
- Al otro lado del muro de Pau Ortiz
- El pacto de Adriana de Lissette Orozco /
- El silencio de los fusiles de Natalia Orozco

## Jurat
El jurat de la Secció Oficial de Llargmetratges va estar format enguany per l'escriptor i historiador cinematogràfic Albert Galera; pel crític de cinema Ignasi Juliachs i la periodista Sully Fuentes.

## Premis
Els premis atorgats en aquesta edició foren:
| Categoria                                              | Premiat               | Treball                                              |
| ------------------------------------------------------ | --------------------- | ---------------------------------------------------- |
| Premi al Millor llargmetratge                          | Amateur               | Sebastián Perillo                                    |
| Millor director (Premi Obra Social "la Caixa")         | Sebastián Perillo     | Amateur                                              |
| Premi del Públic Llargmetratge                         | Como Nossos Pais      | Laís Bodanzky                                        |
| Millor actor                                           | Jorge Marrale         | Maracaibo                                            |
| Millor actriu                                          | Maria Ribeiro         | Como Nossos Pais                                     |
| Millor actriu                                          | Jazmín Stuart         | Amateur                                              |
| Millor guió (Premi Casa Amèrica Catalunya)             | Vida de familia       | Alejandro Zambra, Cristián Jiménez i Alicia Scherson |
| Millor documental                                      | Al otro lado del muro | Pau Ortiz                                            |
| Premi Radio Exterior de España al millor llargmetratge | Sinfonía para Ana     | Ernesto Ardito i Virna Molina                        |
| Premi del Públic Documental                            | Tempestad             | Tatiana Huezo Sánchez                                |
| Menció al documental                                   | El espanto            | Martín Bechimol i Pablo Aparo                        |
| Millor curtmetratge                                    | Matria                | Álvaro Gago                                          |
| Menció al curtmetratge                                 | Debris                | Julio O. Ramos                                       |
| Premi Ángel Fernández-Santos                           | Gerardo Sánchez       |                                                      |
| Premi d'Honor                                          | Eduardo Noriega       |                                                      |
| Premi Jordi Dauder                                     | Sílvia Munt           |                                                      |
| Premi Talent Llatí                                     | Osvaldo Montes        |                                                      |